# Open Sans
Open Sans — вільнодоступний шрифт у стилі гуманістичний гротеск, розроблений Стівом Меттесоном на замовлення Google. Він був випущений у 2011 році й базується на його попередньому дизайні під назвою Droid Sans, який був спеціально створений для мобільних пристроїв на Android із незначними змінами ширини.
Шрифт характеризується широкими апертурами багатьох літер і великим x-висотою, що забезпечує високу легкозчитуваність на екранах і в малих розмірах. Як представник гуманістичного різновиду гротесків, він також має справжній курсивний стиль. Станом на липень 2018 року Open Sans є другим за популярністю шрифтом на Google Fonts, забезпечуючи понад чотири мільярди переглядів на день на більш ніж 20 мільйонах вебсайтів.
У березні 2021 року гарнітура Open Sans була оновлена, включивши варіативну версію шрифту, яка тепер також підтримує гебрайські символи.

## Використання
Open Sans популярний у вебдизайні в стилі плоского дизайну.
Open Sans використовується на деяких вебсторінках Google, а також у його друкованій і вебрекламі. Це офіційний шрифт Лейбористської партії, Кооперативної партії та Ліберально-демократичної партії Великої Британії.
Також використовується в WordPress 3.8, який вийшов 12 грудня 2013 року.

## Розробка
За даними Google, шрифт вирізняється «прямою віссю, відкритими формами та нейтральним, але дружнім виглядом» та «оптимізований для читабельності в друці, на вебсайтах і мобільних інтерфейсах». Його дизайн схожий на Droid Sans Меттесона, який був створений як перший шрифт інтерфейсу користувача для телефонів Android, але з ширшими символами та додаванням курсивних варіантів. Пояснюючи іншу назву, Меттесон зазначив: «Droid був навмисно вузьким для мобільних екранів, але в назві не було слова „вузький“. Open Sans насправді не є „розширеним“, тому цей варіант також не підійшов. Було обрано нову назву для сімейства.»

## Підтримка Unicode
Набір символів містить 897 гліфів, охоплюючи латиницю, грецький і кириличний алфавіти з широким набором діакритичних знаків.
У січні 2014 року ізраїльський дизайнер шрифтів Янек Іонтеф випустив розширену версію шрифту, що охоплює іврит із підтримкою нікуду (але без знаків кантиляції) для раннього доступу. Це розширення стало популярним і почало використовуватися такими відомими установами, як Тель-Авівський університет у його ребрендингу 2016 року та сайтом газети Гаарец. Підтримку івриту було додано в березні 2021 року.

## Похідні
Open Sans має шість варіантів товщини (Light 300, Normal 400, Medium 500, Semi-Bold 600, Bold 700 і Extra Bold 800), кожен із яких представлений у курсивному варіанті, що в сумі становитть 12 версій. Проте стилі Medium і Medium Italic ще не прийняті в Adobe Fonts. Шрифт також має низку стилістичних альтернатив, наприклад, велику літеру 'I' із зарубкою (для уникнення плутанини з цифрою '1' або малою літерою 'l') і можливість вибору між одноповерховою та двоповерховою формою літери 'g'. Цифри можна налаштувати як моноширинні або пропорційні маюскульні, а також як пропорційні мінускульні.

### Open Sans Condensed
Open Sans Condensed має три стилі: тонкий, жирний і тонкий курсив. Станом на 2021 рік звичайне, напівжирне і наджирне накреслення були завантажені на GitHub, але ще не прийняті в Google Fonts або Adobe Fonts.

### Open Serif
Меттесон розробив Open Serif — супровідний шрифт із категорії брускових. Open Serif не є відкритим шрифтом, його продає компанія Matteson Typographics, що належить Стіву Меттесону. Шрифт був випущений 26 серпня 2016 року.

### Open Sans Soft
23 березня 2021 року Меттесон випустив округлений варіант шрифту Open Sans під назвою Open Sans Soft. Як і Open Serif, цей шрифт не є відкритим і продається компанією Matteson Typographics. На відміну від оригінального Open Sans, великою літерою 'I' за замовчуванням є варіант із зарубкою, тоді як варіант без зарубки доступний як стилістична альтернатива.